# Ravensbrückarkivet i Lund
Ravensbrückarkivet i Lund är ett unikt material med 500 djupintervjuer av överlevare från koncentrationslägret Ravensbrück som gjordes kort efter deras ankomst till Sverige under våren 1945. Delar av dessa intervjuer användes som bevismaterial i Ravensbrückrättegångarna, men i övrigt blev de offentliga först efter 50 år (1995).

## Bakgrund
I andra världskrigets slutskede arrangerades expeditionen Vita bussarna under ledning av Svenska Röda Korset och greve Folke Bernadotte. Tanken var att i första hand rädda skandinaviska fångar, det vill säga danskar och norrmän. Efter förhandlingar mellan Bernadotte och SS-chefen Heinrich Himmler tilläts efter hand även människor av andra nationaliteter få följa med bussarna och senare tågen. Tusentals av dem som kom var polacker.
På initiativ och under ledning av Zygmunt Lakocinski, universitetslektor i polska vid Lunds universitet, genomfördes över 500 djupintervjuer bland polsktalande överlevare. Dessa intervjuer ger en upprörande bild av livet i läger som Ravensbrück, Auschwitz, Bergen-Belsen, Sachsenhausen och Stutthof. Delar av dessa intervjuer användes som bevismaterial i Ravensbrückrättegångarna, men i övrigt blev de offentliga först efter 50 år (1995).
Även om arkivet blev offentligt 1995 förblev det svårtillgängligt. Detta beror delvis på att materialet var ostrukturerat, handskrivet och på polska. 

### Insatser för ökad tillgänglighet
Genom insatser av Lunds universitet och Lunds universitetsbibliotek har materialet digitaliserats. År 2017 gjordes det tillgängligt på internet, där det delvis översatts samt fått förbättrad sökbarhet och struktur. Detta har möjliggjort för nya generationer av studenter och forskare att undersöka materialet och öka kunskapen om Ravensbrück. Insatserna för ökad tillgänglighet har möjliggjorts tack vare donationer från Crafoordska stiftelsen, Torsten Söderbergs Stiftelse, Sparbanksstiftelsen Finn samt ett stort antal privatpersoner.
Resultatet, känt som Ravensbrückarkivet, finns på universitetsbiblioteket i Lund. Det har efter sin digitalisering blivit fritt tillgängligt för hela världen och väckt stor internationell uppmärksamhet.
Förutom intervjuerna består arkivet även av personliga ägodelar som brev, fotografier, anteckningsböcker och teckningar som överlevarna donerade.
I april 2025 utsågs arkivet till ett av FN-organet Unescos världsminnen.

### Urval av böcker och arbeten baserade på arkivet
Nedan är ett urval av böcker, arbeten med mera som baseras på arkivet:
- Tardell, Rolf (2018). Kvinnorna i Ravensbrück: vittnen berättar. Stockholm: Ekerlids förlag. Libris 21866081. ISBN 978-91-88193-69-8
- Utställningen Att överleva – Röster från Ravensbrück, vilken visas permanent vid museet Kulturen i Lund.[7]
- Jasmin Vihinen (2021). ”Förintelsens röster – En kvalitativ fallstudie om behandlingen av polska koncentrationslägerfångar enligt vittnesmålen från det världsunika Polska källinstitutet”. Lunds universitet, historiska institutionen. https://lup.lub.lu.se/luur/download?func=downloadFile&recordOId=9053442&fileOId=9053447.